# Студёнка (Быховский район)
Студёнка (бел. Студзёнка) — деревня в составе Черноборского сельсовета Быховского района Могилёвской области Республики Беларусь.

## Население
- 2009 год — 32 человека

## Археология и палеогенетика
В 1,5 км к северо-востоку от деревни Студёнка на левом берегу реки Греза находится курганный некрополь Студёнка (X—XII века) эпохи Древней Руси, который состоит из 107 полусферических курганов округлой формы.
Некрополь Студёнка относится к эпохе Древней Руси. Курганное захоронение находится на левом берегу реки Греза (левый приток реки Друть), в 1,5 км к северо-востоку от Студёнки. Некрополь состоит из 107 полусферических курганов округлой формы. Высота курганов колебалась от 0,4 до 2,8 м и диаметром 5—16 м. Почти половина курганов имеет следы нарушений из-за разной степени тяжести, например, вандализм или эксплуатация дороги, пересекающей некрополь. Курган 96 расположен в юго-восточной части некрополя. Его высота — 1,24 м, длина по линии север-юг — 8,09 м, по линии восток-запад — 6,31 м. Ширина кромки — 0,7 м. Насыпь полусферической формы, вытянутой по линии север-юг. Образец BEL024 происходит из кургана № 96 Студенского некрополя X—XII веков. Раскопки проводил в 2015 году Алексей Авласович. Археологическое датирование кургана затруднено. Однако погребальный обряд и наличие круговой керамики позволяют предположить, что курган был стёрт не ранее конца X или начала XI века н. э. Хотя скелет был нарушен корневой системой деревьев, можно было увидеть, что череп находился в восточном конце захоронения, позвонки и ребра в центре, а кости ног — в западной части. Это указывает на то, что тело ориентировано головой на восток. Скелет исследовал Владимир Шипилло. Череп (с нижней челюстью) принадлежал мужчине 25—30 лет. Для черепа характерен неразвитый рельеф с относительно наклонным лбом. Череп имел яйцевидную форму. Рост человека был рассчитан с использованием формул Пирсона и Ли, применённых к правому бедру, и составил 162 см. Исследование ДНК позволило определить у образца BEL024 Y-хромосомную гаплогруппу J2b1-M205>J2b1a~-Y22075 и выявить новый генотип возбудителя лепры (проказы) Mycobacterium leprae. Изучение геномов бактерий из ранее неизученных регионов (Беларусь, Россия, Шотландия), из нескольких мест в одном регионе (Кембриджшир, Англия) и из двух иберийских лепрозориев позволило подтвердить данные о генетической изменчивости M. leprae в Европе и существовании сходных филогеографических моделей по всей Европе, включая высокое разнообразие в лепрозориях. В кургане № 58 выявлено погребение женщины-радимичанки в сидячем положении спиной к северу. В кургане № 35 с погребением по обряду кремации могильника Студëнка найдено пятилучевое височное кольцо, что свидетельствует о проникновении в Могилевское Поднепровье носителей роменской культуры.